# Fordon, England
Fordon är en by i civil parish Wold Newton, i distriktet East Riding of Yorkshire, i grevskapet East Riding of Yorkshire, i England. Byn är belägen 15 km från Bridlington. Fordon var en civil parish 1866–1935 när blev den en del av Wold Newton. Civil parish hade 29 invånare år 1931. Byn nämndes i Domedagsboken (Domesday Book) år 1086, och kallades då Fordun.